# Championnats d'Europe d'aviron 1904
Navigation
Édition précédente Édition suivante
Les championnats d'Europe d'aviron 1904, douzième édition des championnats d'Europe d'aviron, ont lieu en 1904 à Paris, en France.

## Podiums

### Hommes
| Épreuves           | Or | Argent                                                               | Bronze |
| ------------------ | --- | -------------------------------------------------------------------- | --- |
| Skiff M1x          | Louis von Moos (SUI) | Henri Barbenés (Alsace-Lorraine)                                     | |
| Deux de couple M2x | France Carlos Deltour Antoine Védrenne | Belgique Daniël Clarembaux Xavier Crombet                            | Suisse Albert von Moos Louis von Moos |
| Deux barré M2+     | France Beurrier Émile Lejeune Martin (barreur) | Belgique Guillaume Visser Urbain Molmans Rodolphe Colpaert (barreur) | Italie Augusto Barbati Luigi Stolte Guasco (barreur)                                                                                                |
| Quatre barré M4+   | Belgique Guillaume Visser Urbain Molmans Victor van Acker Ernest Tralbaut Rodolphe Colbaert (barreur)                                                                  | France                                                               | Italie Enrico Capelli Ermano Borghi Costante Brambilla Antonio Maganza Guasco (barreur)                                                             |
| Huit M8+           | Belgique Guillaume Visser Urbain Molmans Julien Lauwers Ernest Tralbaut Alphonse van Roy Hector Deprume Victor van Acker Polydor de Geyter Rodolphe Colbaert (barreur) | France                                                               | Italie Carlo Caproni Mario Bessignano Uberto Cagnassi Giorgio Gianolio Virgilio Forni Francesco Rossi Aldo Marchetti Antonio Colli Guasco (barreur) |